# Phoenix Solar
Phoenix Solar AG était une société allemande spécialisée dans l’intégration de systèmes photovoltaïques, en activité de 1999 à 2018. Elle concevait, construisait et exploitait de grandes centrales photovoltaïques, et était aussi un grossiste spécialiste des systèmes photovoltaïques, des panneaux solaires et des équipements associés.

## Historique
Phoenix Solar AG est issue d’une initiative du Bund der Energieverbraucher e.V (en français : « Coopérative des Consommateurs d’Energie »), qui a initialement démarré en 1994. La société a été officiellement fondée le 18 novembre 1999, et a été inscrite au registre commercial des sociétés le 7 janvier 2000. Lors de l’assemblée générale annuelle du 25 mai 2007, les actionnaires ont approuvé le changement de nom de Phönix SonnenStrom AG à Phoenix Solar AG. Phoenix Solar AG a son siège à Sulzemoos au nord-ouest de Munich, et des bureaux de vente en Allemagne, ainsi que des filiales en France, Italie, Espagne, Grèce, à Singapour et en Australie.
Depuis le 18 novembre 2004, les Phoenix SonnenAktie (actions de la société) s’échangent sur les marchés boursiers de gré à gré à Munich, Francfort, Berlin, Brême et Stuttgart. Avec le début des échanges d’actions sur le marché M (le segment de la Bourse de Munich constitué des entreprises à faible et moyenne capitalisation) ; le 27 juillet 2005, Phoenix Solar AG a obtenu l’accès à des capitaux supplémentaires et un public d’investisseurs plus large. Le 27 juin 2006, les actions de Phoenix ont été officiellement cotées et ont commencé à s’échanger à la Bourse de Francfort (Prime Standard). L'action a intégré en mars 2008, l’index boursier TecDAX.
Phoenix Solar s'est déclarée en cessation de paiements en décembre 2017 et a été officiellement liquidée en 2018.